# Try (Pink)
Try è un singolo della cantautrice statunitense Pink, pubblicato il 6 settembre 2012 come secondo estratto dal sesto album in studio The Truth About Love.

## Pubblicazione e descrizione
Il singolo Try è stato lanciato nelle radio statunitensi il 6 settembre 2012. Il brano si presenta come una ballata rock con uno stile melodico e malinconico. Esso è stato scritto da Ben West e prodotto da Greg Kurstin, che ha collaborato anche al singolo precedente Blow Me (One Last Kiss).

## Tracce
1. Try
2. My Signature Move

## Video musicale
Il videoclip è stato diretto da Floria Sigismondi e pubblicato ufficialmente il 10 ottobre 2012. Pink e il ballerino/attore Colt Prattes danzano insieme con movimenti particolari e sincronizzati, mettendo in atto una coreografia ispirata alla danse Apache. Evidente è il binomio di danza e lotta, di amore e in contrapposizione violenza e delusione. Si nota l'incapacità dei protagonisti di rimanere distanti. Il video termina con Pink e l'uomo che si trovano in un deserto e sono intenti a correre per incontrarsi e saltare insieme per saltare i colori. Secondo Pink, Try è il migliore video che abbia mai girato.

## Successo commerciale
Dopo l'uscita dell'album, Try ha esordito alla posizione numero 56 della Billboard Hot 100, nella settimana che si è conclusa il 6 ottobre 2012. La canzone ha esordito anche nella classifica Adult Pop Songs, alla posizione numero 29. Successivamente alla pubblicazione come singolo, il brano ha raggiunto la posizione numero 9 nella sua quindicesima settimana, diventando la seconda top-ten dell'album e la tredicesima nella carriera della cantante; Per la seconda volta nella carriere di Pink quattro brani pubblicati hanno occupato consecutivamente le prime dieci posizioni della classifica, seguendo Raise Your Glass (2010), Fuckin' Perfect (2011) e Blow Me (One Last Kiss) (2012).
Nel Regno Unito, Try ha esordito alla posizione numero 163 della Official Singles Chart il 16 settembre 2012, grazie ai download digitali effettuati dopo l'uscita dell'album. Il 9 dicembre 2012 ha raggiunto il picco numero 8, diventando la diciassettesima canzone di Pink nella top-ten della classifica. Al 2023 Try è la settima canzone più venduta nel Regno Unito della cantante.
In Italia, Try raggiunge la seconda posizione e, grazie a questo singolo, Pink torna nella Top 5 dopo Get the Party Started (2002). Nel luglio del 2014, il brano rientra nella classifica italiana raggiungendo la quinta posizione, a seguito dell'utilizzo della canzone per uno spot dell'ottava stagione di X-Factor.

## Classifiche

### Classifiche settimanali
| Classifica (2012) | Posizione massima |
| ----------------- | ----------------- |
| Australia         | 6                 |
| Austria           | 3                 |
| Belgio (Fiandre)  | 16                |
| Belgio (Vallonia) | 10                |
| Canada            | 4                 |
| Danimarca         | 15                |
| Finlandia         | 13                |
| Francia           | 15                |
| Germania          | 2                 |
| Irlanda           | 7                 |
| Italia            | 2                 |
| Lussemburgo       | 5                 |
| Norvegia          | 13                |
| Nuova Zelanda     | 7                 |
| Paesi Bassi       | 19                |
| Regno Unito       | 8                 |
| Repubblica Ceca   | 2                 |
| Slovacchia        | 1                 |
| Spagna            | 1                 |
| Stati Uniti       | 9                 |
| Svezia            | 47                |
| Svizzera          | 2                 |
| Ungheria          | 2                 |

### Classifiche di fine anno
| Classifica (2013) | Posizione |
| ----------------- | --------- |
| Italia            | 14        |

## Omaggi
La cantante italiana Emma Marrone omaggia il brano nel 2013 con il singolo L'amore non mi basta.